# Гоаландагхат (подокруг)
Гоаландагхат (бенг. গোয়ালন্দঘাট, англ. Goalandaghat) — подокруг в центральной части Бангладеш. Входит в состав округа Раджбари. Образован в 1920 году. Административный центр — город Гоаланда. Площадь подокруга — 149,03 км². По данным переписи 1991 года численность населения подокруга составляла 91 675 человек. Плотность населения равнялась 615 чел. на 1 км². Уровень грамотности населения составлял 23,5 %. Религиозный состав: мусульмане — 93,49 %, индуисты — 6,17 %, прочие — 0,34 %.